# Basketettan

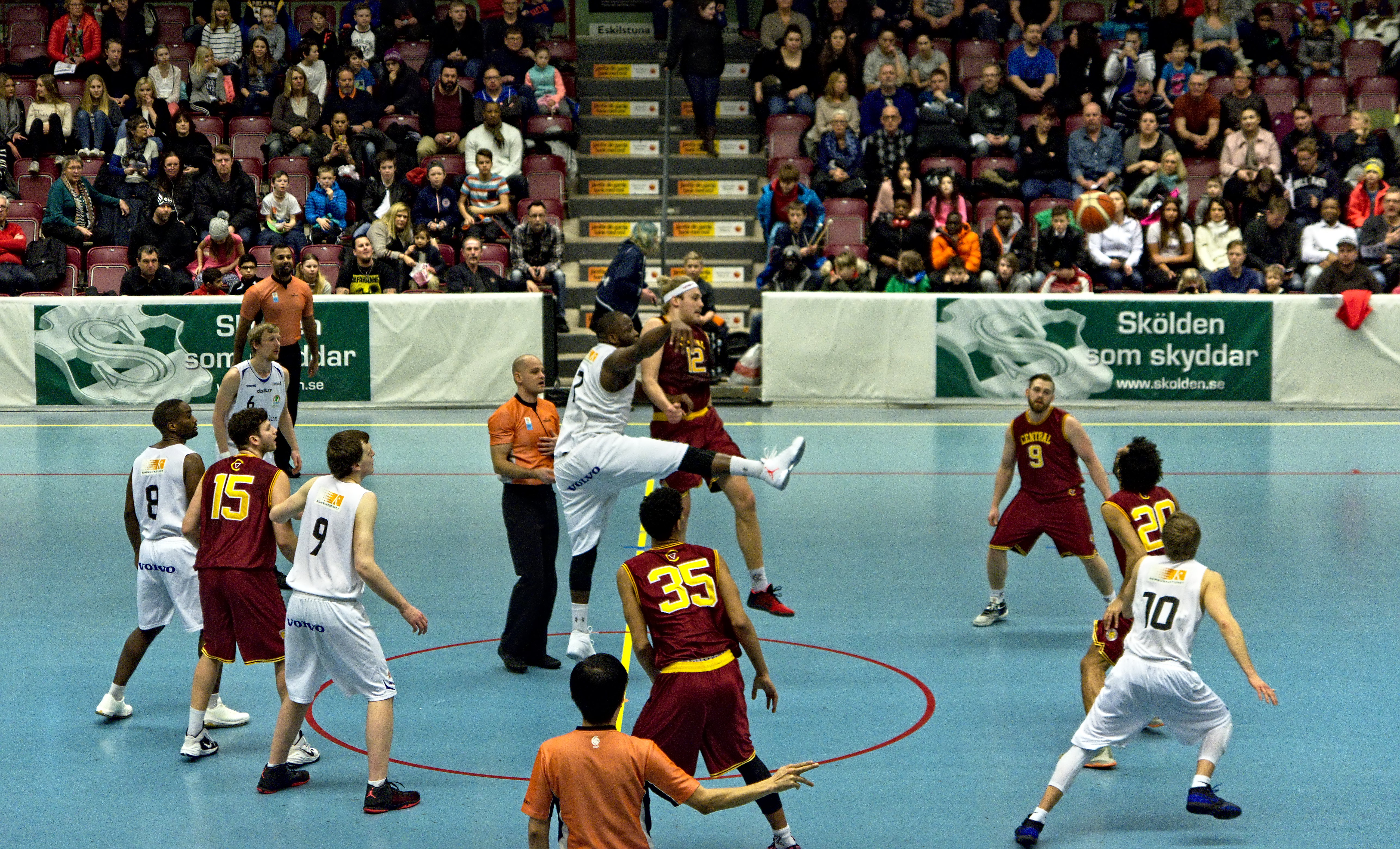
Uppkast i match i Superettan mellan Eskilstuna Basket och KFUM Central i Eskilstuna Sporthall.

Basketettan är divisionen under Superettan inom basket i Sverige. Basketettan administreras av Svenska Basketbollförbundet och är uppdelad i två divisioner, Norra och Södra. Basketettan spelas av såväl herrar som damer. De tre första lagen i respektive serie kvalificerar sig för slutspel.

## Herrar
För att kliva upp i Svenska basketligan krävs det att man hamnat på minst 3:e plats i antingen norra eller södra Basketettan.
Säsongen 2004/2005 vann Stockholmspolisens IF Basketettan, men föreningen hade inga ambitioner att deltaga i Svenska basketligan.
Säsongen 2005/2006 vann Borås Basketettan. Slutspelet avgjordes i Borås och deltagande lag var Borås, Blackeberg, Högsbo och Polisen.
Säsongen 2006/2007 vann Södertälje BBK Basketettan. Slutspelet avgjordes i Luleå och deltagande lag var Södertälje BBK, Luleå Steelers, Örebro samt Borås.
Säsongen 2007/2008 vann Blackeberg Basketettan. Slutspelet avgjordes i Örebro och deltagande lag var Örebro, Nässjö, Luleå samt Blackeberg.
Säsongen 2008/2009 vann Haga Haninge Basketettan. Slutspelet avgjordes i Lidingö och deltagande lag var Lidingö, Haga Haninge, Nässjö samt Blackeberg.
Säsongen 2009/2010 vann Akropol Basketettan. Slutspelet avgjordes i Nässjö och deltagande lag var Akropol, Blackeberg, Nässjö samt White Eagles.

### Mästare
- 1997 KFUM Lidingö Basket
- 1998 Umeå Nordics
- 1999 Akropol BBK
- 2000 Helsingborg Basket
- 2001 Helsingborg Basket
- 2002 Malbas SLG Öresund
- 2003 Högsbo Basket
- 2004 SD Srbija
- 2005 Stockholmspolisens IF
- 2006 KFUM Borås Basket
- 2007 Södertälje BBK
- 2008 Blackeberg
- 2009 Haga Haninge
- 2010 Akropol BBK
- 2011 Stockholm Eagles
- 2012 Stockholm Eagles
- 2013 Täby Basket
- 2014 Superettan - Stockholm Eagles

## Basketettan Herr 2020-2021

### Basketettan Södra
| Lag                 | Ort         |
| ------------------- | ----------- |
| Helsingborg BBK     | Helsingborg |
| Norrköping Dolphins | Norrköping  |
| Eskilstuna Basket   | Eskilstuna  |
| Högland             | Nässjö      |
| Fryshuset Basket    | Stockholm   |
| Forum Basket        | Huskvarna   |
| Huddinge Basket     | Huddinge    |
| Aros Basket         | Västerås    |
| Hammarby Basket     | Stockholm   |
| Djurgården Basket   | Stockholm   |

### Basketettan Norra
| Lag                   | Ort        |
| --------------------- | ---------- |
| Lidingö Basket        | Lidingö    |
| RIG Luleå             | Luleå      |
| Luleå Steelers        | Luleå      |
| Jämtland Basket       | Östersund  |
| Alvik Basket          | Stockholm  |
| KFUM Sundsvall Basket | Sundsvall  |
| Blackeberg Basket     | Stockholm  |
| Sloga Uppsala         | Uppsala    |
| Tureberg Basket       | Sollentuna |
| AIK Basket B          | Solna      |
| Åkersberga Basket     | Stockholm  |
| Umeå BSKT Svart       | Umeå       |

## Basketettan Dam 2020-2021

### Basketettan Södra
| Lag                 | Ort        |
| ------------------- | ---------- |
| RIG Mark            | Kinna      |
| Marbo Basket        | Kinna      |
| Borås Basket        | Borås      |
| Lobas               | Lomma      |
| Norrköping Dolphins | Norrköping |
| IK Eos Lund         | Lund       |
| Högsbo Basket       | Göteborg   |
| Huddinge Basket     | Huddinge   |
| Västerås Basket     | Västerås   |

### Basketettan Norra
| Lag               | Ort       |
| ----------------- | --------- |
| RIG Luleå         | Luleå     |
| Djurgården Basket | Stockholm |
| Fryshuset Basket  | Stockholm |
| Blackeberg Basket | Stockholm |
| Östersund Basket  | Östersund |
| Norrort           | Danderyd  |
| AIK Basket        | Solna     |
| Luleå Stars       | Luleå     |
| Uppsala Basket    | Uppsala   |
| Lidingö Basket    | Lidingö   |
| KFUM Umeå         | Umeå      |